# Žabočun
Žabočun (vodena bokvica, lat. Alisma), rod vodenih trajnica iz porodice žabočunovki, red žabočunolike, razred jednosupnica. Pripadaju mu 10 vrsta od kojih tri rastu i u Hrvatskoj, to su obični žabočun (A. plantago-aquatica), suličastolisni žabočun (A. lanceolatum) i travoliki žabočun (A. gramineum). Pripadnci ovog roda prisutni su u cijeloj Europi, Aziji i sjevernoj i srednjoj Africi. Uobičajen staništa su im močvarne livade i pličaci rijeka i jezera.

## Opis
Narastu do jednog metra visine. Stabljika žabočuna je uspravna i gola, a u gornjem dijelu razgranata. Listovi su prizemni a cvjetovi raspoređeni.
u pršljenima.

## Upotreba
Gomolj običnog žabočuna je jestiv, pun je škroba, a može se peči ili kuhati.

## Ime
Josip Karavla kao hrvatke nazive navodi vodena bokvica i žabočun, kod Tonija Nikolića žabočun.

## Vrste
1. Alisma canaliculatum A.Braun & C.D.Bouché
2. Alisma gramineum Lej.
3. Alisma lanceolatum With.
4. Alisma nanum D.F.Cui
5. Alisma plantago-aquatica L.
6. Alisma praecox Skuratovicz
7. Alisma rariflorum Sam. ovu vrstu Kew priznaje, a po nekima je sinonim za Alisma canaliculatum.
8. Alisma subcordatum Raf.
9. Alisma triviale Pursh
10. Alisma wahlenbergii (Holmb.) Juz.
11. Alisma × bjoerkqvistii Tzvelev
12. Alisma × juzepczukii Tzvelev
13. Alisma × rhicnocarpum Schotsman